# Aiden Harvey
Aiden Connor Harvey, född 30 maj 1998, är en australisk fotbollsspelare.

## Karriär

### Tidig karriär
Harvey startade karriären i Irsta IF:s ungdomslag, där han vid 15 års ålder blev uppflyttad till A-laget.

### GAIS
Inför säsongen 2018 skrev Harvey på ett kontrakt med Gais A-lag och spelade sin första tävlingsmatch för laget i en gruppspelsmatch mot Hammarby IF i Svenska cupen. Han gjorde sedan debut för Gais från start mot Degerfors IF, omgång 13. Det var en lyckad debut där han gjorde assist som hjälpte laget utjämna till 1–1. Matchen slutade 1–1. I omgång 14 fick Harvey sin andra start mot Varbergs BoIS. Han bidrog återigen med en assist, matchen slutade 2–2. Han lämnade klubben efter säsongen 2021.